# Albader Parad
Albader Parad (mất ngày 21 tháng 2 năm 2010) là một chỉ huy cao cấp của phiến quân Abu Sayyaf, lực lượng nổi dậy Hồi giáo tại Philippines có liên hệ với al-Qaeda. Ông từng cầm đầu cuộc bắt cóc ba nhân viên Ủy ban Chữ thập đỏ quốc tế vào năm 2009. Tổ chức Abu Sayyaf được lập vào thập niên 1990 với sự trợ giúp của tổ chức khủng bố al-Qaeda của Osama bin Laden. Khi đó, Parad chỉ là một du kích quân cấp thấp thường hay che mặt. Đến cuối thập niên 2000, ông lên chức lãnh đạo quan trọng của Abu Sayyaf sau khi nhiều cấp chỉ huy thâm niên hơn bị hạ sát hoặc bị bắt. Parad chỉ huy một đơn vị Abu Sayyaf hoạt động trên đảo Jolo, Philippines. Ngày 20 tháng 2 năm 2010, quân chính phủ Philippines tấn công Abu Sayyaf trên đảo Jolo và hạ sát Parad ngày 21 tháng 2 năm 2010.